# Баранов Олександр Миколайович (генерал-губернатор)
Баранов Олександр Миколайович (23 квітня 1793 — 25.04.1821, Крим) — цивільний губернатор Таврійської губернії (28.12.1819 – 25.04.1821), камергер, дійсний статський радник. Петербурзький знайомий Пушкіна..

## Біографія
Народився у дворянській родині. Батько — Микола Баранов (1757—1824), бригадир, а пізніше — почесний піклувальник московського Виховного будинку, московський цивільний губернатор, сенатор, таємний радник.
У 17 років — камер-юнкер. Почав службу у Московській кримінальній палаті. З 20 років був у особливих доручень у Міністерстві поліції, камер-юнкер 5 класу.
У 1812 — при начальнику Московського ополчення; надвірний радник у Московському губернському правлінні.
У 1812—1813 — обер-прокурор 6 (кримінального) департаменту Сенату. (у цей час сенатором у цьому департаменті був його батько)
У 25 років — камергер та дійсний статський радник. У цей час він — начальник відділення у Медичному департаменті Міністерства поліції та нагороджений орденами Св. Анни 2-го ступеня та Св. Володимира 4 ступеня.
Незважаючи на молодість, вже у 26 років призначений цивільним губернатором Херсонської губернії, а через кілька місяців — губернатором Таврійської губернії (наймолодший губернатор в історії Криму). За словами мемуариста О. Фадєєва, призначенню посаду губернатора посприяв особисто імператор Олександр I.
Судячи з коротких нотаток його старого знайомого Г. Геракова, що побував у нього влітку 1820 року й познайомився з деякими ідеями губернатора, Баранов був сповнений планів перебудови життя губернії. Гераков зробив такий запис: «втішно батькам мати такого сина, і весело країні мати подібних співгромадян, які присвячують юні роки свої для щастя ближніх». Олександру Миколайовичу вдалося створити поштову дорогу від Бахчисараю до Севастополя через Мекензієві гори, був упорядкований міський сад. Серед його пропозицій — заходи щодо покращення торгівлі у Феодосії, яка на той час була основним морським портом на півострові, облаштування дорожнього сполучення з Південним берегом Криму, створення поштової дороги з Феодосії через Арабатську стрілку до Генічеська та Маріуполя, створення карантинних служб у портах. Частина цих пропозицій була реалізована його наступниками.
Жив О. Баранов у Сімферополі в особняку губернатора на Лазаревській вулиці (будинок повністю перебудований 1835 року).
Близький друг декабриста та одного з найбільших діячів російського лібералізму Миколи Тургенєва (1789—1871).

25 квітня 1821 року Олександр Баранов помер від сонячного удару під час об'їзду губернії в Перекопському степу, як було сказано на надгробній плиті.
Був похований на Старому християнському цвинтарі Сімферополя, згодом знесеному у 1930-ті роки.